# Нафта дегазована
Нафта дегазована, нафта розгазована (рос. нефть дегазированная, нефть розгазированная; англ. degassed oil, dead oil, degassed oil, нім. entgasiertes Erdöl n, Totöl n, entgastes Erdöl n ) — суміш вуглеводневих компонентів і невуглеводневих домішок, отримана після вилучення нафти із надр і видалення з неї частини компонентів і домішок у газовому стані при зниженні тиску та підвищенні температури.